# Die Feen
Die Feen ist die erste vollendete Oper von Richard Wagner. Diese Oper wurde im Stile der deutschen romantischen Oper gestaltet, stark beeinflusst von Wagners Vorbildern Carl Maria von Weber (Leitmotive) und Heinrich Marschner (dramatisch geführter Sprechgesang). Die Uraufführung der Feen fand erst fünf Jahre nach Wagners Tod am 29. Juni 1888 im königlichen Hof- und Nationaltheater in München statt, einstudiert vom jungen Richard Strauss, dirigiert von Franz Fischer.

## Vorgeschichte
Arindal, Prinz von Tramond, und sein Jäger Gernot sind auf der Jagd. Da sehen sie eine besonders schöne Hirschkuh. Bis zur Dämmerung können sie dieses Tier aber nicht erlegen und gelangen auf unerklärliche Weise in das Reich der Feen. Als erstes erblicken sie dort anstatt eines Hirsches die Fee Ada. Arindal und Ada verlieben sich sofort unsterblich ineinander. Gegen den Willen des Feenkönigs will Ada ihren Geliebten heiraten. Der Feenkönig willigt unter der Bedingung ein, dass Arindal Ada während der ersten acht Jahre nicht fragen darf, wer sie sei. Arindal akzeptiert diese Bedingung.
Die Jahre vergehen – beide haben zwei Kinder – als schließlich Arindal Ada kurz vor Ablauf der Frist fragt, wer sie sei. Daraufhin werden Arindal und Gernot aus dem Feenreich vertrieben und in eine wilde, öde Gegend verfrachtet. Ada, die nicht bereit ist, ihren Gemahl aufzugeben, will auf ihre Unsterblichkeit verzichten und begibt sich auf die Suche nach Arindal.

## Handlung

### Erster Akt
Feengarten
Zemina und Farzana sind auf der Suche nach Ada, um sie davon abzuhalten, ihre Unsterblichkeit aufzugeben. Sie fordern alle Feen und Geister dazu auf, ihnen bei der Suche nach Ada zu helfen (Reicht Hilfe uns zu unsrem Werk).
Wilde Einöde mit Felsen
Tramond wird von König Murold bedroht. Deshalb sind Morald und Gunther nach dem Tod von Arindals Vater aufgebrochen, um nach Arindal zu suchen. Sie treffen Gernot, der ihnen erzählt, was in den vergangenen acht Jahren geschehen ist. Mit Hilfe des Zauberers Groma wollen sie Arindal zur Rückkehr nach Tramond bewegen.
Arindal ist immer noch auf der Suche nach Ada (Wo find ich dich, wo wird mir Trost) und trifft in seiner Verzweiflung wieder auf Gernot. Dieser versucht, ihn aus seiner Verzweiflung zu erlösen, indem er Ada schlecht macht und sie mit der Hexe Dilnovaz vergleicht, deren Schönheit nur auf Zauber beruhte. Da tritt der als heiliger Priester verkleidete Gunther zu ihnen und schließt sich der Warnung vor der angeblichen Hexe an (O König du bist übel dran, von einem bösen Weib umstrickt). Die Maskerade fliegt jedoch auf. Kurz darauf erscheint Morald in Gestalt von Arindals totem Vater. Er eröffnet ihm, dass dieser aus Kummer um seinen Sohn gestorben sei. Gleich darauf sei König Murold im Lande eingefallen und habe alles verwüstet. Nur noch eine Stadt werde von Lora, Arindals Schwester und Moralds Geliebter, tapfer verteidigt. Als Arindal nach Hause eilen will, fliegt auch diese Maskerade auf. Aber Morald versichert ihm, dass all das Gesagte wahr sei und er schnell nach Hause kommen müsse. Arindal willigt ein und will wehmütig den Gefährten folgen (Oh Grausame leb ewig wohl, zum Kampfe zieh ich für mein Vaterland). Als ihn Müdigkeit überkommt, lässt er sich auf einem Stein nieder.
Die Szene verwandelt sich in einen reizenden Feengarten, im Hintergrund ein glänzender Palast
Als Arindal erwacht, steht plötzlich Ada vor ihm. Groß ist seine Freude, aber sie eröffnet ihm, dass sie nur noch für kurze Zeit zusammen sein können.
Als Gernot und die Gefährten zurückkehren, wissen diese zunächst nicht, wo sie sind. Dann sehen sie die bildhübsche Ada, und Gernot erzählt ihnen, dass sie Arindals Frau ist. Nun bekommen sie langsam Zweifel, ob Arindal sie doch noch nach Hause begleitet.
Ada, von Zemina und Farzana zum Palast zurückverlangt, versichert Arindal, ihn am nächsten Tage wieder zu sehen. Allerdings muss er ihr schwören, sie nicht zu verfluchen, egal was geschehe; Eidbruch könne in ihrer beider Untergang enden. Nach dem Schwur entlässt sie ihn und seine Gefährten aus dem Feenreich (So lass ich dich aus meinen Armen).

### Zweiter Akt
Vorhallen eines Palasts in der Hauptstadt des Reichs Arindals
Ihrem Untergang geweiht, versammeln sich Lora und die Bürger Tramonds mutlos vor dem Palast. Da erscheint ein Bote und verkündet die baldige Rückkehr Arindals und seiner Gefährten. Als diese heimkommen, sehen sie die verzweifelte Lage des Landes (Von Feinden alles voll, kaum noch ein Fußbreit gehöret uns). Trotzdem feiern Gernot und die Zofe Drolla, nach acht Jahren Trennung der Liebenden, ein freudiges Wiedersehen (Du bist’s! Oh welche Freude!).
Als die Krieger zur Schlacht ziehen, überlässt Arindal den Oberbefehl Morald, den er für den fähigeren Heerführer hält, und bleibt selbst zurück. Da erscheint Ada in der Halle. Auf ein Zeichen von ihr erscheinen auch ihre Kinder und fallen Arindal in die Arme. Ada aber entreißt sie dem Vater und wirft sie in den von ihr herbeigezauberten Feuerschlund, der gleich danach verschwindet. Zur selben Zeit kehren die Krieger, in die Flucht geschlagen, zurück und verkünden, dass alles verloren und Morald verschwunden sei. Als Arindals Feldherr Harald auftaucht und erzählt, dass ein Mannsweib namens Ada sich mit seinem Feind verbündet und Haralds Verstärkungstruppen in alle Himmelsrichtungen zerstreut habe, verflucht er Ada und bricht so seinen Eid.
Daraufhin offenbart sich Ada: Alles war nur Schein, denn der Feenkönig hatte als zusätzliche Bedingung für die Aufgabe ihrer Unsterblichkeit verlangt, dass Ada am letzten Tag der Achtjahresfrist Arindal nach Kräften quälen müsse. In Wahrheit habe sie Harald als Verräter überführt und seine treulosen Gefährten vernichtet. Morald siegt in diesem Augenblick durch ihre Unterstützung, die Kinder erscheinen wieder und sinken dem Vater abermals in die Arme. Ada jedoch wird, nach dem Willen des Feenkönigs, wegen des Eidbruches ihres Mannes unter Blitz und Donner für hundert Jahre von Stein umschlossen und behält ihre Unsterblichkeit – sehr zur Freude Zeminas und Farzanas – Arindal wird wahnsinnig.

### Dritter Akt
Festliche Halle
Der rechtmäßige König Arindal ist dem Wahnsinn verfallen und kann sein Land nicht mehr führen. Morald und Lora – über Arindals Zustand sehr besorgt und daher trotz des Sieges nicht zum Feiern aufgelegt – übernehmen als König und Königin die Herrschaft.
Furchtbare Wildnis, hohe waldige Felsen
In seinem Wahnsinn, und von Visionen verfolgt, sucht Arindal nach seiner Gattin Ada. Der Zauberer Groma, dessen Stimme er öfter hört, bekräftigt ihn darin, seine Suche fortzusetzen (Auf Arindal, was zauderst du). Da begegnet er den Feen Zemina und Farzana. Sie zeigen Arindal einen Weg, wie er Ada wieder zum Leben erwecken kann, hoffen aber insgeheim auf sein Verderben (Wir leiten gern ihn hin zu ihr, denn uns erfreut sein Untergang). Der Zauberer Groma rät Arindal, den beiden Feen zu folgen, aber ja nicht Schild, Schwert und Leier, die dem Gepeinigten erschienen sind, zu vergessen.
Furchtbare unterirdische Kluft
Die Feen führen ihn in die Unterwelt, wo Arindal zwei Prüfungen gegen die Erdgeister und eherne Männer bestehen muss. Mit Gromas Hilfe, Schild und Schwert gewinnt er, auch zu Zeminas und Farzanas Überraschung, den beinahe aussichtslosen Kampf und steht schließlich vor der versteinerten Ada. Verzweifelt und von den Reden seiner beiden Begleiterinnen entmutigt, will er sich schon mit dem Schicksal abfinden, dass er den Stein nicht entzaubern kann, als er erneut Gromas Stimme vernimmt: Ergreif die Leier. Arindal ergreift die Leier, bringt seiner Angebeteten ein Ständchen (Oh ihr, des Busens Hochgefühle) und Ada erwacht wieder zum Leben (Jetzt kann mich keine Macht dir rauben). Farzana und Zemina, die Intrigantinnen, verschwinden entsetzt.
Herrlicher Feenpalast, von Wolken durchzogen
Vom Feenkönig wird Arindal wegen seines Mutes und seiner Heldentaten die Unsterblichkeit verliehen. Er wird für immer mit Ada im Feenreich zusammen bleiben, was auch die restlichen Feen befriedigt. Zum Fest werden Morald, Lora, Drolla, Gernot und Gunther als Sterbliche ins Feenreich gelassen und dürfen die Inthronisation Arindals mitfeiern. Morald und Lora werden von Arindal offiziell zu den neuen Herrschern von Tramond erklärt (Euch beiden geb ich jetzt mein Erdenland). Arindal wird von Ada unter großer Anteilnahme der Feen zum Thron geleitet (Ein hohes Los hat er errungen).

## Instrumentation

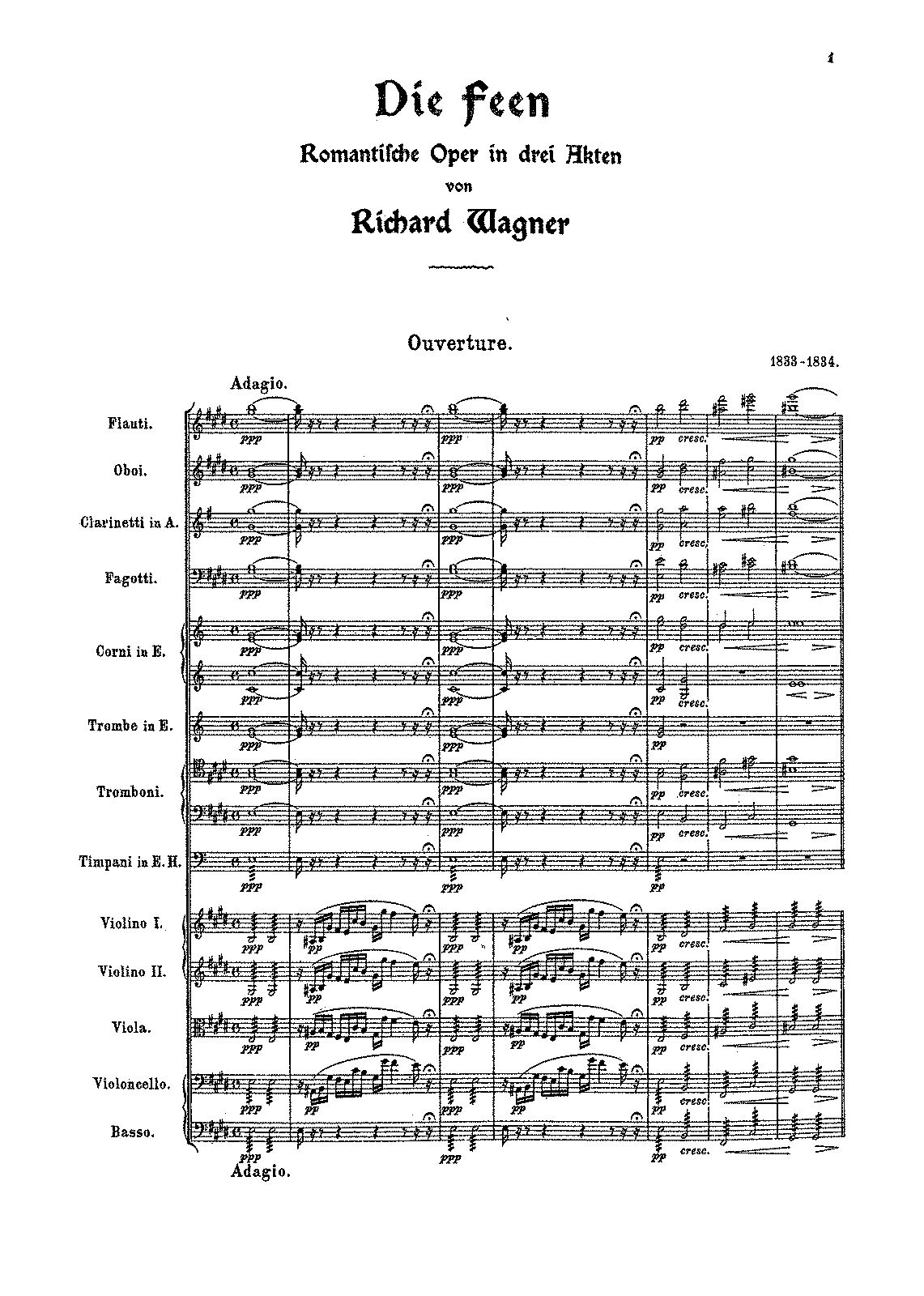
Erste Seite der Partitur

Die Orchesterbesetzung der Oper enthält die folgenden Instrumente:
- Holzbläser: Piccoloflöte, zwei Flöten, zwei Oboen, zwei Klarinetten, zwei Fagotte
- Blechbläser: vier Hörner, zwei Trompeten, drei Posaunen
- Pauken
- Harfe
- Streicher
- Bühnenmusik: zwei Flöten, zwei Klarinetten, zwei Trompeten, vier Posaunen

## Werkgeschichte

### Entstehung
Für Wagner selbst war Die Feen bereits sein viertes Bühnenwerk. Von seinem Debütwerk, dem „großen Trauerspiel“ Leubald vollendete Wagner nur den Text, die Vertonung hat er möglicherweise nie begonnen. Von seiner zweiten Oper (Schäferoper) ist nicht einmal der Titel überliefert. Die Schaueroper Die Hochzeit brach Wagner um die Jahreswende 1832/33 ab, weil die Familie, vor allem seine Schwester Rosalie, die Handlung abscheulich fand. 1833 wurde das erste musikdramatische Werk Wagners aufgeführt. Es handelt sich hierbei um eine Arie, die Wagner für Marschners Oper Der Vampyr schrieb.
Im Januar 1833 wendete sich Wagner den Feen zu. Die literarische Vorlage für diese Oper war Carlo Gozzis La donna serpente – Die Frau als Schlange (1762). Eine inhaltliche Änderung – die Fee Ada wird hier in einen Stein statt in eine Schlange verwandelt – übernahm Wagner aus Gozzis Fabel Il corvo (1761), die sein Onkel Adolf Wagner ins Deutsche übersetzt und 1804 unter dem Titel Der Rabe veröffentlicht hatte. Einige Personen aus der Hochzeit finden sich auch in den Feen wieder, so zum Beispiel Ada und Arindal, die auch hier ein Paar sind, diesmal allerdings seit Jahren glücklich verheiratet. Wagner hatte den Text bereits in Leipzig fertiggestellt, bevor er mit der Absicht, ihn zu vertonen, im Januar 1833 nach Würzburg zog. Dort wurde er von 1833 bis 1834 als Chorrepetitor am Würzburger Theater tätig. Die Partitur beendete er am 6. Januar 1834 um 12 Uhr mittags in der Lochgasse 34 als Untermieter des Kammerdieners Friedrich Krug (nahe der heutigen Spiegelstraße 19).
Der Versuch, die Oper in Leipzig aufzuführen, schlug trotz guter Verbindungen Wagners zur Verlags- und Kulturszene fehl (Wagners Schwester Luise war seit 1828 mit dem Verleger Friedrich Brockhaus verheiratet, seine Schwester Rosalie war eine bekannte Schauspielerin am Leipziger Theater). Als die Intendanten eine Zusage über die Aufführung der Feen in ihrem Hause immer weiter hinausschoben, wandte sich Wagner im Herbst 1835 wohl endgültig von dem Werk ab. Die Feen spielen ab diesem Zeitpunkt keine Rolle mehr in seinem Leben.
Zu Weihnachten 1865 schenkte Wagner die Originalpartitur seiner Oper Die Feen seinem Gönner König Ludwig II. von Bayern. 1939 wurde diese Originalpartitur, zusammen mit den Originalpartituren der Opern Das Liebesverbot, Rienzi, Das Rheingold und Die Walküre, Adolf Hitler anlässlich seines 50. Geburtstages geschenkt. Seit 1945 sind diese Handschriften verschwunden.

### Rezeption
Zur Uraufführung kam es erst posthum am 29. Juni 1888 im königlichen Hof- und Nationaltheater in München unter Leitung von Fritz Fischer. Die Einstudierung hatten Hermann Levi und Richard Strauss vorgenommen. Die Bühnenbilder stammten von Anton Brioschi und Hermann Burghart, die Kostüme von Joseph Flüggen und die Bühnentechnik von Carl Lautenschläger. Regie führte Karl Brulliot, und die Choreographie stammte von Franz Fenzl. Es sangen Viktoria Blank (Feenkönig, Alt „en travestie“), Lili Dreßler (Ada), Margaretha Marie Sigler (Farzana), Pauline Sigler (Zemina), Max Mikorey (Arindal), Adrienne Weitz (Lora), Anton von Fuchs (Morald), Gustav Siehr (Gernot), Emilie Herzog (Drolla), Heinrich Herrmann (Gunther), Kaspar Bausewein (Harald) und Max Schlosser (Bote).
Die Produktion war so erfolgreich, dass das Werk bis 1891 fünfzigmal gegeben wurde. In München gab es noch Wiederaufnahmen 1895, 1899 und eine Neuinszenierung des Prinzregententheaters im Jahr 1910. 1893 wurde es in Prag gespielt und 1914 in Zürich. Weitere Aufführungen gab es erst wieder in den 1930er Jahren. Auf Dauer vermochten sich die Feen nicht auf den Spielplänen zu behaupten. Das Werk wurde aber auch gleich nach der Uraufführung harsch kritisiert. So schrieb Eduard Hanslick u. a.:

„Dies ungenießbare Feen-Ragout hat der junge Wagner in eine Gebräu von Musik getaucht, aus dem niemandem die Ahnung einer großen Zukunft aufdämmern würde. (…) Nicht ein starker origineller Gedanke, nicht eine reizvolle Melodie, nicht ein aus dem Herzensgrund aufquillender Ton unterbricht das Einerlei dieser musikalischen Fabriksarbeit.“

Ludwig Holtmeier attestiert dem Werk ein „Nebeneinander von modernster progressiver Harmonik und unversehrter Kadenzharmonik klassischen Zuschnitts, von dynamischen, dramatischem Formbau und simpler Symmetrie der Perioden“. Der rasch wechselnde harmonische Verlauf hinterließe ein „merkwürdiges Gefühl von Farb- und Richtungslosigkeit“. Der dominierende Eindruck des Werkes sei der von „mangelnder Proportioniertheit“.